# Benito Juárez, Pueblo Nuevo Solistahuacán
Benito Juárez är en ort i Mexiko.   Den ligger i kommunen Pueblo Nuevo Solistahuacán och delstaten Chiapas, i den sydöstra delen av landet, 700 km öster om huvudstaden Mexico City. Benito Juárez ligger 564 meter över havet och antalet invånare är 104.
Terrängen runt Benito Juárez är bergig åt nordväst, men åt sydost är den kuperad. Benito Juárez ligger nere i en dal. Runt Benito Juárez är det ganska tätbefolkat, med 104 invånare per kvadratkilometer. Närmaste större samhälle är Simojovel de Allende, 13,5 km sydost om Benito Juárez. Omgivningarna runt Benito Juárez är en mosaik av jordbruksmark och naturlig växtlighet.